# Apple Silentype

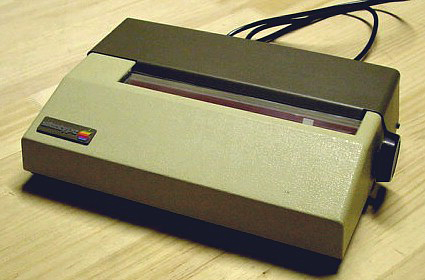
Impressora Apple Silentype.

A Silentype foi a primeira impressora produzida pela Apple Computer, Inc. Ela foi anunciada em 1979 e colocada à venda em março de 1980 por US$ 599 ($2072 em dólares de 2018), logo depois do lançamento do Apple II Plus. O firmware da Silentype foi escrito por Andy Hertzfeld, que depois participou do time que desenvolveu o Macintosh original. A Silentype é uma impressora térmica, que utiliza um papel especial e consegue dar saída no formato de 80 colunas, comum nos computadores da época, em especial no Apple II. Ela também era compatível com o Apple III. A impressora Silentype requer sua própria placa de interface especialmente projetada para o Apple II, ou de um Apple III com a porta Silentype integrada. É mecanicamente semelhante à 3M Whisper Writer 1000 e idêntica ao Modelo 200 da Trendcom e à Axonix ThinPrint 80 (a primeira versão térmica, não o modelo DMP posterior), exceto pelo logotipo da Apple no canto esquerdo inferior da capa frontal, mas a placa digital interna foi completamente redesenhada pela Apple, removendo o microprocessador e chips de memória relativamente caros, contando com o software do Apple II. Ela foi sucedida pela Apple Dot Matrix Printer, lançada em outubro de 1982 por US$ 699. A Silentype era barata em comparação com outras impressoras da época (a maioria custava mais de US$ 1.000), embora o resultado impresso se parecesse muito com o produzido por uma impressora matricial. 
As muitas vantagens dramáticas da Silentype em relação às outras impressoras da época, incluindo operação silenciosa, tamanho muito pequeno, velocidade de impressão e confiabilidade, a tornaram especialmente adequada para uso nas emergentes indústrias de varejo e hotelaria. A Silentype foi a primeira impressora a ser usada em um restaurante como uma impressora de pedido remoto em ponto de venda, para agilizar o serviço. A ampliação do uso de impressoras na indústria de hotelaria posteriormente desempenhou um papel fundamental no avanço da eficiência na indústria hoteleira em todo o mundo. A típica impressora ponto de venda ou de recepção em uso hoje, trinta anos depois, é uma impressora térmica que ainda imita a forma como a Silentype funcionava quando foi lançada em 1980.